# 駒木根隆介
駒木根 隆介（こまきね りゅうすけ、1981年5月2日 - ）は、日本の俳優。東京都出身。身長168cm、体重95kg。
日本大学藝術学部映画学科中退。所属事務所はコムレイド。

## 人物・略歴
日本大学藝術学部在学中、自主映画製作に俳優として参加しキャリアスタート。2003年に劇団「赤堤ビンケ」の前身ユニットに出演、のち2007年に同劇団の旗揚げに参加。以降、小劇場を中心に活動。
舞台での活動と並行して自主映画出演も続け、2009年に公開された主演映画『SR サイタマノラッパー』（監督：入江悠）で、ダメニートラッパーIKKUを演じた。同映画はゆうばり国際ファンタスティック映画祭2009オフシアター・コンペティション部門グランプリ受賞、第13回富川（プチョン）国際ファンタスティック映画祭NETPAC AWARD（最優秀アジア映画賞）受賞など、封切りから1年以上経過後もヒットが続き、新宿バルト9などで上映が行われるなど、インディペンデント映画の金字塔となっている。
Twitter上でいとうせいこうのオファーを受けて、2010年6月渋谷・コクーン歌舞伎 第十一弾『佐倉義民傳』にラッパー兼俳優として出演。
「THE GO GO GO'S」2010年9月リリース『Smile & Destroy』の収録曲『smile smile smile』にMC IKKU名義で参加。

## 出演

### 映画
- JAPONICA VIRUS ジャポニカ・ウイルス（2006年、監督：入江悠）
- SR サイタマノラッパー（2009年、監督：入江悠） - MC IKKU 役（主演）
- SR サイタマノラッパー2 女子ラッパー☆傷だらけのライム（2010年、監督：入江悠） - MC IKKU 役
- 劇場版 神聖かまってちゃん ロックンロールは鳴り止まないっ（2011年、監督：入江悠） - 棋士 役
- 七つまでは神のうち（2011年、監督：三宅隆太） - ロケバスの運転手 役
- アフロ田中（2012年、監督：松居大悟） - 井上真也 役
- SRサイタマノラッパー ロードサイドの逃亡者（2012年、監督：入江悠） - MC IKKU 役
- 蝉の女 愛に溺れて（2012年、監督：森岡利行）
- コレカラ（2012年、監督：瀬田なつき）
- 体脂肪計タニタの社員食堂（2013年、監督：李闘士男） - 居酒屋の大将 役
- 風俗行ったら人生変わったwww（2013年、監督：飯塚健） - 田中 役
- ゴッドタン キス我慢選手権 THE MOVIE（2013年、監督：佐久間宣行） - クソデブ 役
- ラララ・ランドリー（2013年、監督：鈴木研一郎）
- 自分の事ばかりで情けなくなるよ（2013年、監督：松居大悟）
- 愛の渦（2014年、監督：三浦大輔） - 工員 役
- 猫侍（2014年、監督：山口義高） - 鉄五郎 役
- クローズEXPLODE（2014年、監督：豊田利晃）
- メタルカ METALCA（2014年、監督：内田英治） - 竹山 役
- この世で俺/僕だけ（2013年、監督：月川翔） - 山縣明 役
- ボクは坊さん。（2015年、監督：真壁幸紀） - 正岡龍仁 役
- ドクムシ（2016年、監督：朝倉加葉子） - タイチ 役[2]
- ヒメアノ〜ル（2016年、監督：吉田恵輔） - 和草浩介 役
- 裏切りの街（2016年、監督：三浦大輔）
- 14の夜（2016、監督：足立紳） - ビデオ屋の男店員 役
- 世界は今日から君のもの （2017年、監督：尾崎将也）
- ナラタージュ（2017年、監督：行定勲） - 金田伊織 役
- リンキング・ラブ（2017年、監督：金子修介）
- ラスト・ホールド!（2018年、監督：真壁幸紀） - 八木 役
- 終わった人（2018年、監督：中田秀夫）
- 榎田貿易堂（2018年、監督：飯塚健） - 男性客 役
- ダブルドライブ〜狼の掟〜（2018年、監督：元木隆史） - 村上大児 役
- 泣き虫しょったんの奇跡（2018年、監督：豊田利晃） - 畑中良一 役
- 最高の人生の見つけ方（2019年、監督：犬童一心） - 北原一慶 役
- 閉鎖病棟 -それぞれの朝-（2019年11月1日、監督：平山秀幸） - テッポー 役
- 無頼（2020年12月12日、監督：井筒和幸）
- 野球部に花束を（2022年8月11日、監督：飯塚健）[3]
- 虎の流儀 ～旅の始まりは尾張 東海死闘編～（2022年9月、監督：辻裕之）[4]
- 最後まで行く（2023年5月19日、監督：藤井道人）[5]
- ダウンタウン・ユートピア（2023年11月3日、監督：大塚祐吉） - 山村将男 役[6][7]
- くすぶりの狂騒曲（2024年12月13日、監督：立川晋輔） - 主演・安部浩章 役（和田正人とダブル主演）[8]

### テレビドラマ
- 同期（2011年2月20日、WOWOW）
- クローバー 第10話（2012年6月15日、テレビ東京） - 蛭田一豊 役
- 連続テレビ小説 純と愛 第3話 - 第76話（2012年10月3日 - 12月27日、NHK） - 田嶋次郎 役
  - 純と愛スペシャル「富士子のかれいな一日」（2013年4月20日、NHK BSプレミアム）
- イロドリヒムラ 第2話（2012年10月22日、TBS） - 村田の友人2 役
- ヒトリシズカ 第2話（2012年10月28日、WOWOW） - 照沼 役
- 天魔さんがゆく 第4話（2013年8月19日、TBS） - 富山 役
- 金曜プレステージ 淋しい狩人（2013年9月20日、フジテレビ） - 笠松武志 役
- ハクバノ王子サマ 純愛適齢期 第10話（2013年12月5日、読売テレビ・日本テレビ系）
- GTO 第1話（2014年7月8日、関西テレビ・フジテレビ系）
- 理系の人々（2014年10月27日、ひかりTV） - 丸山 役
- キャロリング〜クリスマスの奇跡〜（2014年11月4日 - 12月23日、NHK BSプレミアム） - 糸山光太 役
- 警部補・杉山真太郎〜吉祥寺署事件ファイル 第2話（2015年1月19日、TBS） - 小泉 役
- 水曜ミステリー9 森村誠一サスペンス 刑事の証明9（2015年7月8日、テレビ東京） - 後藤英治 役
- 撃てない警官 第3話（2016年1月24日、WOWOW） - 八木正人 役
- 相棒（テレビ朝日） 
  - Season14 第14話「スポットライト」（2016年2月3日） - 原田コースケ 役　
  - Season21 第12話「他人連れ」（2023年1月11日） - 南野浩一 役
- ナイトヒーロー NAOTO 第6話（2016年5月21日、テレビ東京） - 下島 役
- 警視庁・捜査一課長（テレビ朝日）
  - 警視庁・捜査一課長season1 第9話・最終話（2016年6月9日・6月23日） - 山根健介 役
  - 警視庁・捜査一課長season6 第3話（2022年4月28日) - 乙羽公彦 役
- ヒトヤノトゲ〜獄の棘〜（2017年、WOWOW） - 小田優一 役
- SR サイタマノラッパー 〜マイクの細道〜（2017年4月8日 - 6月24日、テレビ東京） - IKKU 役
- バウンサー（2017年4月 - 6月、BSスカパー!） - 馬場千聡 役
- 貴族探偵第5・6話（2017年5月15日・22日、フジテレビ） - 尼子幸介 役
- おんな城主 直虎（2017年、NHK） - 武田家間者 役
- 日曜ワイド 「検事・朝日奈耀子19」（2017年9月3日、テレビ朝日） - 湯鳥刑事 役
- 全力失踪 第4話（2017年9月24日、NHK BSプレミアム） - 西村一雄 役
- 監査役野崎修平 第5・6話（2018年2月11日・18日､WOWOW）
- バカボンのパパよりバカなパパ（2018年6月 - 7月、NHK） - 東野徹 役
- 黒書院の六兵衛（2018年7月 - 8月、WOWOW） - 福地源一郎 役
- 探偵が早すぎる 第7話（2018年8月30日、読売テレビ） - 大陀羅舞輝斗 役
- 誘拐法廷〜セブンデイズ〜（2018年10月7日、テレビ朝日） - 真壁剛史 役
- フェイクニュース あるいはどこか遠くの戦争の話（2018年10月20日・27日、NHK） - 春田 役
- KBOYS（2018年10月 - 12月、朝日放送テレビ） - 玉田 役
- ベビーシッター・ギン! 第4話 (2019年7月21日、NHK BSプレミアム) - 鈴木修二 役
- べしゃり暮らし（2019年7月27日 - 、テレビ朝日） - 花田稔 役
- ミス・ジコチョー〜天才・天ノ教授の調査ファイル〜（2019年、NHK） - 高坂真司 役
- ニッポンノワール-刑事Yの反乱-（2019年、日本テレビ） - 香月安彦 役
- 教場（2020年1月4日、フジテレビ） - 機動隊員 役
- 彼らを見ればわかること（2020年1月11日 - 2月29日、WOWOW） - 奥友和将 役
- ケイジとケンジ〜所轄と地検の24時〜（2020年、テレビ朝日） - 半田二郎 役
- 桜の塔（2021年、テレビ朝日） - 轟啓一 役
- ネメシス第3話（2021年4月25日、日本テレビ） - ボマー/小池和馬 役
- 和田家の男たち（2021年、テレビ朝日） - 印田吾郎 役
- ABUアジアこどもドラマ「おかっぱ頭のトメさん」（2021年12月13日、NHK Eテレ）
- 必殺仕事人 (2022年のテレビドラマ)（2022年、朝日放送テレビ） - 弥五郎 役
- おいハンサム!! 第7話（2022年2月19日、東海テレビ・フジテレビ） - 見かけで選ばなかった由香の彼氏 役
- となりのチカラ 第7話・第8話（2022年3月17日・3月24日、テレビ朝日） - 沢源 役
- ノッキンオン・ロックドドア（2023年7月29日 - 9月23日、テレビ朝日） - 小坪清太郎 役[9]
- 晩酌の流儀2 第7話（2023年8月19日、テレビ東京） - 中本 役[10]
- OZU 〜小津安二郎が描いた物語〜 第1話「出来ごころ」（2023年11月12日、WOWOW）[11]
- 能面検事 第4話（2025年8月1日、テレビ東京） - 鈴木一人 役[12]

### 配信ドラマ
- あなたに聴かせたい歌があるんだ 第1話・第2話（2022年5月20日、Hulu） - 課長 役

### 舞台
- 『卒業-THE GRADUATE-』（2004年、東京グローブ座）
- KERA・MAP『ヤング・マーブル・ジャイアンツ』（2005年、吉祥寺シアター）
- 赤堤ビンケ『四日目』（2009年、OFFOFFシアター）
- 赤堤ビンケ『ときめき〜on the time〜』（2009年、王子小劇場）
- 赤堤ビンケ『暗闇シークエンス』（2009年、OFFOFFシアター）
- 渋谷・コクーン歌舞伎 第十一弾『佐倉義民傳』（2010年、Bunkamuraシアターコクーン、主催：松竹）
- 岩松了プロデュース『カスケード〜やがて時がくれば〜』（2011年、下北沢駅前劇場）
- らくだ工務店『戦争にはいきたくない-あるネジ工場の景色-』（2011年、下北沢駅前劇場）
- 『トラストいかねぇ』（2011年、東京グローブ座）
- 『あゝ、荒野』（2011年、彩の国さいたま芸術劇場、青山劇場）
- 『下谷万年町物語』（2012年、Bunkamuraシアターコクーン）
- 『FUNNY BUNNY-鳥獣と寂寞の空-』（2012年、青山円形劇場）
- 『阿呆の鼻毛で蜻蛉をつなぐ』（2012年、本多劇場）
- 『あかいくらやみ』（2013年、Bunkamuraシアターコクーン）
- 『ヴォイツェク』（2013年、赤坂ACTシアター）
- 『冬眠する熊に添い寝してごらん』（2014年、Bunkamuraシアターコクーン、森ノ宮ピロティホール）
- 岩松了プロデュース『宅悦とお岩〜四谷怪談のそのシーンのために〜』（2014年、下北沢駅前劇場）
- 『殺風景』（2014年、Bunkamuraシアターコクーン）
- 歌謡ファンク喜劇『いやおうなしに』（2015年、KAAT神奈川芸術劇場、埼玉会館、森ノ宮ピロティホール、愛知県芸術劇場大ホール、仙台電力ホール、PARCO劇場）
- スカーレット・ピンパーネル（2016年10月 - 11月、赤坂ACTシアター/梅田芸術劇場メインホール/東京国際フォーラムホールC） - オジー 役 [13]
- M&Oplaysプロデュース『流山ブルーバード』（2017年12月8日 - 27日、本多劇場 / 2018年 島根、大阪、広島、静岡、東京・大田区）
- てなもんや三文オペラ（2022年6月、パルコ劇場/2022年7月、久留米シティプラザ ザ・グランドホール/森ノ宮ピロティホール/新潟テルサ/2022年8月、サントミューゼ 上田市交流文化芸術センター）
- PARCO PRODUCE 2024『ハムレットQ1』（2024年5月11日 - 6月2日、PARCO劇場 / 6月8日・9日、森ノ宮ピロティホール / 6月15日・16日、東海市芸術劇場 大ホール / 6月22日・23日、久留米シティプラザ ザ・グランドホール）[14]
- Bunkamura Production 2024『台風23号』（2024年10月5月 - 27日、THEATER MILANO-Za / 11月1日 - 4日、森ノ宮ピロティホール / 11月8日・9日、穂の国とよはし芸術劇場PLAT 主ホール）[15]
- きみは一生だれかのバーター（2025年7月31日 - 8月11日〈予定〉、浅草九劇）[16]

### 劇場アニメ
- 映画 スター☆トゥインクルプリキュア 星のうたに想いをこめて（2019年10月19日） - チョップ 役[17]

### 教養番組
- BS民放5局開局15周年共同特別番組「バック・トゥ・ザ21世紀〜気づけば未来があふれてた〜」 第三章 21世紀の「怪物」（2015年12月、BS日テレ担当分） - スリープマン 役[18]